# Alain Perrin
Alain Perrin (Lure, 1956. október 7. –) francia labdarúgó, edző, a kínai válogatott szövetségi kapitánya (2014–2016).

## Pályafutása

### Játékosként
1971–1975 között a Nancy, 1976–1981 között a Varangéville, 1983–1987 között ismét a Nancy labdarúgója volt.

### Edzőként
1993–2002 között a Troyes, 2002–2004 között az Olympique de Marseille, 2004-ben az emírségekbeli Al-Ain, 2005-ben az angol Portsmouth, 2006–07-ben a Sochaux, 2007–08-ban az Olympique Lyonnais, 2008–09-ben a Saint-Étienne vezetőedzője volt. 2010 és 2013 között Katarban dolgozott. 2010–12-ben az Al-Khor, 2012–13-ban a katari olimpiai válogatott és az Al Gharafa, 2013-ban az Umm Salal szakmai munkáját irányította. 2014–2016 között a kínai válogatott szövetségi kapitányaként tevékenykedett. 2018–19-ben a Nancy vezetőedzője volt.